# Colin Doyle
Colin Anthony Doyle (født 12. juni 1985 i Cork, Irland) er en irsk fodboldspiller, der spiller som målmand hos Bradford City i England. Han har tidligere spillet for blandt andet Blackpool, Nottingham Forest og Millwall.

## Landshold
Doyle står (pr. april 2018) noteret for to kampe for Irlands landshold, som faldt den 24. maj 2007 i en venskabskamp mod Ecuador.